# Beechcraft MQM-61 Cardinal
El MQM-61 Cardinal fue un blanco aéreo no tripulado, diseñado y construido por la estadounidense Beechcraft, en los años 50 del siglo XX.

## Desarrollo
A pesar de que el Radioplane BTT era un popular blanco aéreo de motor de pistón, un blanco tan simple era relativamente fácil de construir y generó competencia. En 1955, Beechcraft diseñó el Model 1001, tal y como esta versión inicial fue designada, en respuesta a un requerimiento de la Armada de los Estados Unidos para entrenamiento en combate aire-aire y puntería. La producción del modelo comenzó en 1959, dándosele al dron la designación de la Armada KDB-1, más tarde MQM-39A. El Model 1001 dio paso al similar Model 1025 para el Ejército de los Estados Unidos, que le dio la designación MQM-61A. Beech también diseñó una variante equipada con un motor turborreactor y designada Model 1025-TJ, pero nadie lo compró.
El MQM-61A era un monoplano simple con cola en V. Era sustancialmente más largo que el MQM-36 Shelduck, y estaba equipado con un motor de pistones McCulloch TC6150-J-2 de dos tiempos, seis cilindros opuestos, refrigerado por aire y de 94 kW (125 hp), impulsando una hélice bipala. Podía remolcar carteles o blancos aéreos por sí mismo, con dos blancos bajo cada ala, y también podía llevar dispositivos de puntuación. El lanzamiento era mediante aceleradores RATO, y se recuperaba por medio de paracaídas. 
Fueron construidos un total de 2.200 Cardinal de todas las variantes, la mayoría para el Ejército de los Estados Unidos, con el resto operado por la Armada de los Estados Unidos, los Marines estadounidenses y España. Puede que algunos fuesen operados también por Alemania y Suiza. Actualmente está fuera de producción, aunque unos pocos pueden permanecer en servicio.

## Variantes
Model 1001
Blanco aéreo no tripulado, designación del fabricante.
XKDB-1
Designación dada por la Armada de los Estados Unidos, al Model 1001.
KDB-1
Variante de producción del XKDB-1.
MQM-39A
Designación de los KDB-1 después de que se introdujera el sistema conjunto de designación.
Model 1025
Versión del Model 1001 para el Ejército de los Estados Unidos.
MQM-61A
Designación dada por el Ejército de los Estados Unidos, al Model 1025.
Model 1025-TJ
Variante equipada con motor turborreactor.

## Operadores
Estados Unidos
- Armada de los Estados Unidos
- Ejército de los Estados Unidos
- Cuerpo de Marines de los Estados Unidos

 España
 Alemania
 Suiza

## Especificaciones (MQM-61A)
Referencia datos: 

### Características generales
- Longitud: 4,60 m
- Envergadura: 3,95 m
- Altura: 1,02 m
- Peso cargado: 301 kg
- Planta motriz: 1× motor turboalimentado de seis cilindros opuestos y refrigeración por aire McCulloch TC6150-J-2.
  - Potencia: 94 kW (125 hp)

### Rendimiento
- Velocidad nunca excedida (Vne): 560 km/h
- Alcance: 1 h, 500 km
- Techo de vuelo: 13.100 m (43.000 pies)

### Secuencias de designación
- Secuencia KD_B (Drones de la Armada estadounidense, 1945-1962 (Beechcraft, 1946-1962)): KDB - KD2B
- Secuencia __M-_ (Misiles y drones estadounidenses, 1962-presente): ← MQM-36 - AQM-37 - AQM-38 - MQM-39 - MQM-40 - AQM-41 - MQM-42 -- MQM-58 - RGM-59 - AQM-60 - MQM-61 - AGM-62 - AGM-63 - AGM-64 →

### Listas relacionadas
- Anexo:Aeronaves militares de los Estados Unidos (navales)